# Матео Барач
Матео Барач (хорв. Mateo Barać, нар. 20 липня 1994, Синь) — хорватський футболіст, захисник російського клубу «Сочі». Грав за національну збірну Хорватії.

## Клубна кар'єра
Народився 20 липня 1994 року в місті Синь. Вихованець юнацької команди клубу «Юнак» з рідного міста. Згодом протягом 2012—2013 років займався в академії «Хайдука» (Спліт).
Проте у дорослому футболі дебютував 2013 року все ж виступами за основну команду синського «Юнака», за яку взяв участь у 31 матчі чемпіонату.
Протягом 2014 року перебував у розпорядженні швейцарського клубу «Волен», за який, утім, так й не дебютував, після чого повернувся на батьківщину ставши гравцем клубу «Хрватскі Драговоляц».
Своєю грою за останню команду привернув увагу представників тренерського штабу клубу «Рватсі Драговоляк», до складу якого приєднався 2014 року. Відіграв за Відіграв за наступний сезон своєї ігрової кар'єри.
Протягом 2015—2016 років захищав кольори команди клубу «Шибеник», а 2016 року уклав контракт з «Осієком», у складі якого провів наступні два роки своєї кар'єри гравця. Граючи у складі «Осієка» також здебільшого виходив на поле в основному складі команди.
До складу австрійського «Рапіда» (Відень) приєднався влітку 2018 року за 1,3 мільйона євро. Грав за віденську команду протягом трьох сезонів. По завершенні контракту з австрійською командою у червні 2021 року на правах вільного агента став гравцем російського «Сочі».

## Виступи за збірну
2017 року дебютував в офіційних матчах у складі національної збірної Хорватії.

## Титули і досягнення
- Володар Кубка Казахстану (1):

«Актобе»: 2024